# Elecciones estatales de Nayarit de 2011
Las elecciones estatales de Nayarit de 2011 se llevarán a cabo el domingo 3 de julio de 2011, y en ellas se renovarán los siguientes cargos de elección popular en el estado mexicano de Nayarit:
- Gobernador de Nayarit. Titular del Poder Ejecutivo del estado, electo para un periodo de seis años no reelegibles en ningún caso. El candidato electo fue Roberto Sandoval Castañeda de la alianza Nayarit nos Une.
- 20 ayuntamientos. Compuestos por un Presidente Municipal y regidores, electos para un periodo de tres años no reelegibles para el periodo inmediato.
- 18 Diputados al Congreso del Estado. Electos por mayoría relativa en cada uno de los Distrito Electorales.

## Resultados

### Gubernatura
|  | 38.42 % |

|  | 45.74 % |

|  | 10.82 % |

|  | 2.07 % |

|  | 0.50 % |

|  | 2.39 % |

|  | 0.03 % |

|  | 100.00 % |

#### Ayuntamiento de Tepic
|  | 39.55 % |

|  | 40.33 % |

|  | 13.89 % |

|  | 3.34 % |

|  | 100.00 % |

#### Ayuntamiento de Santiago Ixcuintla
|  | 13.72 % |

|  | 39.42 % |

|  | 42.13 % |

|  | 1.15 % |

|  | 100.00 % |

### Ayuntamientos
| Partido/Alianza                                 | Partido/Alianza                                                                                                   | Ayuntamientos |
| ----------------------------------------------- | --- | ------------- |
|                                                 | Partido Acción Nacional                                                                                           | 10            |
|                                                 | Coalición "Nayarit nos Une" Partido Revolucionario Institucional Partido Verde Ecologista de México Nueva Alianza | 9             |
|                                                 | Partido de la Revolución Democrática                                                                              | 1             |
|                                                 | Coalición "Alianza por el Cambio Verdadero" Partido del Trabajo Convergencia                                      | 0             |
|                                                 | Partido de la Revolución Socialista                                                                               | 0             |
| Fuente: Instituto Estatal Electoral de Nayarit. | |               |

### Diputados
| Partido/Alianza                                 | Partido/Alianza                                                                                                   | Distritos |
| ----------------------------------------------- | --- | --------- |
|                                                 | Partido Acción Nacional                                                                                           | 4         |
|                                                 | Coalición "Nayarit nos Une" Partido Revolucionario Institucional Partido Verde Ecologista de México Nueva Alianza | 14        |
|                                                 | Partido de la Revolución Democrática                                                                              | 0         |
|                                                 | Coalición "Alianza por el Cambio Verdadero" Partido del Trabajo Convergencia                                      | 0         |
|                                                 | Partido de la Revolución Socialista                                                                               | 0         |
| Fuente: Instituto Estatal Electoral de Nayarit. | |           |

## Encuestas Pre-electorales
| Encuestadora | Fuente | Fecha              | García | Sandoval | Acosta | Mayorquín | Otros | Ninguno | NS/NC |
| ------------ | ------ | ------------------ | ------ | -------- | ------ | --------- | ----- | ------- | ----- |
| GCE          | [ 7 ]  | 5 de mayo de 2011  | 24.0   | 41.0     | 14.8   |           | 0.8   |         |       |
| El Universal | [ 8 ]  | 8 de mayo de 2011  | 33.0   | 49.0     | 17.0   | 1.0       |       |         |       |
| El Universal | [ 9 ]  | 9 de junio de 2011 | 38.0   | 49.0     | 12.0   | 1.0       |       |         |       |

## Elecciones internas de los partidos políticos

### Partido Acción Nacional
El 11 de marzo de 2011, la diputada federal con licencia Martha Elena García Gómez, se registró como precandidata del Acción Nacional aún siendo militante del PRD.

### Partido Revolucionario Institucional
El día 29 de marzo de 2011, Roberto Sandoval Castañeda, presidente municipal de Tepic con licencia, se registró como precandidato único del PRI.

### Partido de la Revolución Democrática
El 10 de marzo de 2011 el diputado federal con licencia, Guadalupe Acosta Naranjo se registró como precandidato a la gubernatura del estado.

### Partido del Trabajo y Convergencia
El 4 de mayo de 2011 registró su candidatura por la coalición "Por un cambio verdadero" Nayar Mayorquín Carrillo.